# Геріах
Геріах (нім. Göriach) — громада у федеральній землі Зальцбург, Австрія. Входить до складу округи Тамсвег.
Населення становить 378 осіб (2010). Займає площу 44,0 км².
Уряд громади складається з 9 членів.

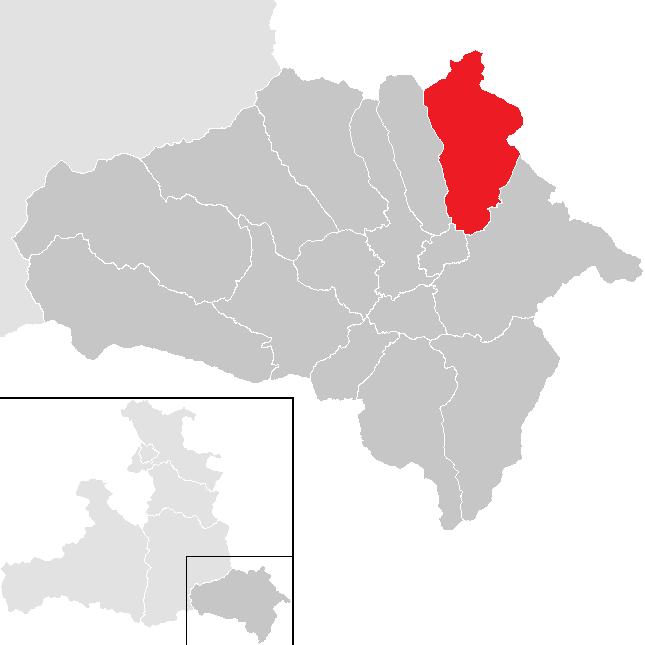
Комуна Геріах на карті округи Тамсвег. У лівому нижньому кутку показано розташування округи Тамсвег на карті федеральній землі Зальцбург.